# Boisset, Haute-Loire

Boisset este o comună în departamentul Haute-Loire, Franța. În 2009 avea o populație de 270 de locuitori.